# او-۵۸۵
زیردریایی یو-۵۸۵ (به انگلیسی: German submarine U-585) یک زیردریایی بود که طول آن ۶۷٫۱ متر (۲۲۰ فوت ۲ اینچ) بود. این زیردریایی در سال ۱۹۴۱ ساخته شد.